# Sebastian Schunke
Sebastian Schunke (Göttingen, 16 mei 1973) is een Duitse jazzpianist, -componist en jurist. Hij wordt beschouwd als een belangrijke vernieuwer van de Latin jazz.

## Biografie
Schunke studeerde aanvankelijk rechten aan de universiteit van Göttingen. Na zijn afstuderen verhuisde hij naar New York, waar hij rechten wilde gaan studeren. Daar raakte de klassiek geschoolde pianist steeds meer geïnteresseerd in Afro-Cubaanse ritmes en studeerde jazzpiano aan de Manhattan School of Music. Hij studeerde af in jazzpiano nadat hij naar Berlijn was verhuisd aan de Hanns Eisler Muziekacademie. Zijn docenten waren Garry Dial, Hilton Ruiz, Sonny Bravo en Alan Gampel.
Schunke heeft de Berlin Senate Jazz Prize vier keer gewonnen en heeft albums uitgebracht bij Timba-Records international, Connector-Records en NWog Records. Op zijn eerste cd Symbiose in 2000 creëerde Schunke een Euro-Latijnse stijl, die beweegt tussen moderne Europese jazz en Amerikaanse Latin jazz. Antonio Sánchez, Dafnis Prieto, John Benitez, Richie Flores, Yosvany Terry en Peter Brainin vergezellen hem op de cd Symbiosis. Op de navolgende platen Mouvement (2004) en Vida Pura (2007) werkte Schunke samen met de artiesten Felipe Cabrera (voormalig bassist van Gonzalo Rubalcaba), Mario Marejon El Indio, Lukmil Perez, Chris Dahlgren en de Cubaanse zanger Olvido Ruiz Castellanos, die in Europa woont. In 2008 leidde de samenwerking met Paquito D'Rivera tot de opname van de cd Back in New York. In 2011 nam hij met zijn Berlijnse kwartet (uitgebracht in 2014) de cd Life and Death op. Op de cd Genesis. Mystery and Magic verzamelt zijn sextet muzikanten uit Duitsland, Oostenrijk, Rusland, Uruguay en Curaçao. Op de cd Elusive Beauty (2018) vervreemde Schunke zijn Euro-Latijnse stijl nog meer door elementen van de nieuwe muziek van de 21e eeuw, met name de Europese avant-garde, op te nemen en richtte zo de Fourth Stream op met Gunther Schuller.
In 2004 vergezelde Schunke de Duitse bondspresident Horst Köhler als muzikaal vertegenwoordiger tijdens zijn eerste reis naar het buitenland naar Afrika. Daarnaast heeft Schunke concerten gegeven in Latijns-Amerika, China, Europa en de Verenigde Staten. Schunke woont in Berlijn en New York en geeft les aan het Jazz Institute Berlin en de Berlin School of Economics and Law. Hij was ook gasthoogleraar jazz en compositie aan de Universidad de Chile in Santiago de Chile. Naast zijn muzikale werk heeft hij verschillende publicaties geschreven over de onderwerpen muziekzaken en muziekrecht.

## Discografie
- 2002: Symbiosis, met Antonio Sánchez, Richie Flores, John Benitez, Dafnis Prieto, Yosvany Terry en Peter Brainin
- 2004: Mouvement, met Felipe Cabrera, Lukmil Perez, Peter Brainin, Anders Nilsson, Michael Haves, El Indio, Olvido Ruiz, Orlando Poleo
- 2007: Vida Pura, met Olvido Ruiz, Felipe Cabrera, Lukmil Perez, Chris Dahlgren, Dan Freeman, Michael Haves, El Indio
- 2008: Back in New York, met Paquito D'Rivera, Antonio Sanchez, John Benitez, Pernell Saturnino, Anders Nilsson
- 2011: Life and Death, met Pernell Saturnino, Dan Freeman, Diego Piñera en Marcel Kroemker
- 2014: Genesis. Mystery and Magic, met Alex Sipiagin, Nils Wogram, Hans Glawischnig, Pernell Saturnino en Diego Piñera
- 2018: Elusive Beauty, met Diego Pinera, Benjamin Weidekamp, Yodfat Miron en Boram Lie